# Гаплогруппа E1b1b1a (Y-ДНК)
Гаплогруппа E1b1b1a (V68) — гаплогруппа ДНК Y-хромосомы человека. Наряду с гаплогруппами E1b1b1b (V257), E1b1b1c (M123), E1b1b1d (V6), E1b1b1e (M293), E1b1b1f (V42) и E1b1b1g (V92) является частью гаплогруппы E1b1b1 (M35.1).
В свою очередь, E1b1b1a делится на два субклада: Гаплогруппа E1b1b1a* и Гаплогруппа E1b1b1a1.

## Происхождение
Гаплогруппа E1b1b1a (V68), вероятно. возникла в Северо-Восточной Африке. Исследования по определению времени возникновения гаплогруппы E1b1b1a пока не проводились. Гаплогруппа E1b1b1a (xE1b1b1a1) обнаружена у образца I4246 (культура колоколовидных кубков) из Камино-де-лас-Йесерас (муниципалитет Сан-Фернандо-де-Энарес) в центральной Иберии (2473—2030 лет до н. э.).

## Распространение
Гаплогруппа E1b1b1a встречается в Африке (Восточная, Северная и Южная), Европе (Юго-Восточная, Южная и Центральная) и Западной Азии. В настоящее время гаплогруппа E1b1b1a (M78) распространена среди народов Юго-Восточной, Южной и Центральной Европы (албанцы, греки, карпато-русины, македонцы-славяне, южные итальянцы и сардинцы), Северо-Восточной и Восточной Африки (египетские арабы и копты, западные суданцы, сомалийцы и эфиопы) и, в меньшей степени, Западной Азии (турки-киприоты, друзы и палестинские арабы).

## Субклады

### E1b1b1a*
В настоящее время гаплогруппа Е1b1b1a* (V68), то есть не имеющая нисходящих SNP-мутаций, встречается крайне редко. Trombetta et al. в 2010 было обнаружено 3 человека среди 367 обследованных сардинцев.

### E1b1b1a1
Гаплогруппа E1b1b1a1 является основным субкладом гаплогруппы E1b1b1a.